# Massacre de Konduga (2014)
Le deuxième massacre de Konduga a lieu le 11 février 2014 pendant l'insurrection de Boko Haram.

## Déroulement
Le 11 février 2014, les djihadistes de Boko Haram attaquent Konduga, ville de 13 000 habitants, déjà touchée par un premier massacre le 11 août 2013 au cours duquel 44 personnes avaient été tuées,.
Vers 16 heures, des hommes armés entrent dans la ville à bord de véhicules peints aux couleurs militaires. Les assaillants sont estimés entre plusieurs dizaines à 400 hommes selon les témoins,.
Les djihadistes attaquent la population avec des armes automatiques et des explosifs et incendient les maisons. Ils ciblent particulièrement une mosquée, des marchés et des bâtiments officiels. Presque toute la population de la ville prend la fuite, une partie importante trouve refuge à Maiduguri.
Selon un enseignant, une vingtaine de jeunes filles du collège sont également enlevées par une vingtaine d'assaillants aux visages dissimulés. Ces derniers leur auraient ordonné d'abandonner leurs études et de se marier. Aucune personne n'est tuée ou blessée dans l'école mais les dortoirs des élèves et du personnel sont incendiés,.

## Bilan humain
Kashim Shettima, gouverneur de l'État de Borno, visite la place le lendemain des tueries, il déclare : « Environ 60 à 70 % de la ville a été détruit par le feu mais nous avons l'intention de la reconstruire. »
Le bilan est de 39 morts selon le gouverneur Kashim Shettima, d'après l'AFP des femmes et des enfants figurent parmi les victimes. Selon Reuters, l'attaque a fait 51 morts, tandis qu'un témoin interrogé par la BBC estime le nombre des victimes à environ 40.
La plupart des corps sont transportés à la grande mosquée de la région et alignés dans la cour. 65 personnes, dont des femmes et des enfants, blessés par balles et par brûlures, sont  transportées à l’hôpital universitaire de Maiduguri.